# Sarat Chandra Nayak
Sarat Chandra Nayak (ur. 1 lipca 1957 w Kerubadi) – indyjski duchowny rzymskokatolicki, od 2007 biskup Berhampur.

## Życiorys
Święcenia kapłańskie otrzymał 25 kwietnia 1990 i został inkardynowany do archidiecezji Cuttack-Bhubaneswar. Był m.in. wykładowcą i ojcem duchownym seminarium w Padampur, wikariuszem sądowym w Orissie oraz kanclerzem kurii archidiecezjalnej.
27 listopada 2006 został prekonizowany biskupem Berhampur, zaś 30 stycznia 2007 otrzymał sakrę biskupią z rąk abp. Pedro Lópeza Quintany.